# ER = EPR
ER = EPR est une conjecture en physique proposant que les particules intriquées soient connectées au travers d'un trou de ver (ou pont Einstein-Rosen),. Cette conjecture pourrait être une base pour l'unification de la relativité générale et de la mécanique quantique.

## Description
La conjecture a été proposée par Leonard Susskind et Juan Maldacena en 2013. Le sigle EPR fait référence à l'intrication quantique (paradoxe EPR). Les lettres ER sont dérivées des premières lettres des noms de famille des auteurs du premier article sur les trous de ver (Albert Einstein et Nathan Rosen) et des auteurs du premier article sur l'intrication (Einstein, Boris Podolsky et Rosen). Les deux articles ont été publiés en 1935, mais à l'époque, les auteurs ne faisaient pas de lien entre les deux concepts.
La conjecture propose qu'un trou de ver non-traversable (pont d'Einstein-Rosen ou pont d'ER) soit équivalent à une paire de trous noirs maximalement intriqués. La conjecture est une proposition de résolution du paradoxe de l'information du mur de feu. La présence ou non d'un mur de feu dépend de ce qui est jeté dans l'autre trou noir distant. Comme le mur de feu se trouve à l'intérieur de l'horizon des événements, aucune signalisation supraluminique externe n'est possible.
Cette conjecture est une extrapolation de l'observation de Mark Van Raamsdonk qui dit que par la correspondance AdS/CFT, un trou noir AdS-Schwarzschild maximalement étendu, qui est un trou de ver non traversable, est le dual d'une paire maximalement intriquée de théorie conforme des champs.

Susskind et Maldacena ont étayé leur conjecture en montrant que la production par paire de trous noirs chargés dans un champ magnétique de fond conduit à des trous noirs intriqués, mais aussi, après une rotation de Wick, à un trou de ver.
Susskind et Maldacena ont imaginé rassembler toutes les particules de Hawking créées et les écraser ensemble jusqu'à ce qu'elles s'effondrent en un trou noir. Le trou noir ainsi créé serait alors intriqué avec le trou noir d'origine et donc relié à lui par un trou de ver. Cette astuce transformait un fouillis perturbant de particules de Hawking — paradoxalement intriquées à la fois avec le trou noir et entre elles — en deux trous noirs reliés par un trou de ver. La surabondance d'intrications est évitée et le paradoxe du mur du feu disparaît.
Cette conjecture cohabite difficilement avec la linéarité de la mécanique quantique. Un état intriqué est une superposition linéaire d'états séparables. Vraisemblablement, les états séparables ne sont pas reliés par des trous de ver, mais une superposition de tels états est reliée par un trou de ver. 
Les auteurs poussent cette conjecture encore plus loin en affirmant que toutes paires de particules intriquées — même des particules non normalement considérées comme des trous noirs et des paires de particules de différentes masses ou spin, ou avec des charges non opposées — sont reliées par des trous de ver à l'échelle de Planck.
La conjecture conduit à une conjecture plus vaste qui implique que la géométrie de l'espace, du temps et de la gravité est déterminée par l'intrication,,.